# Otto Kauffmann junior

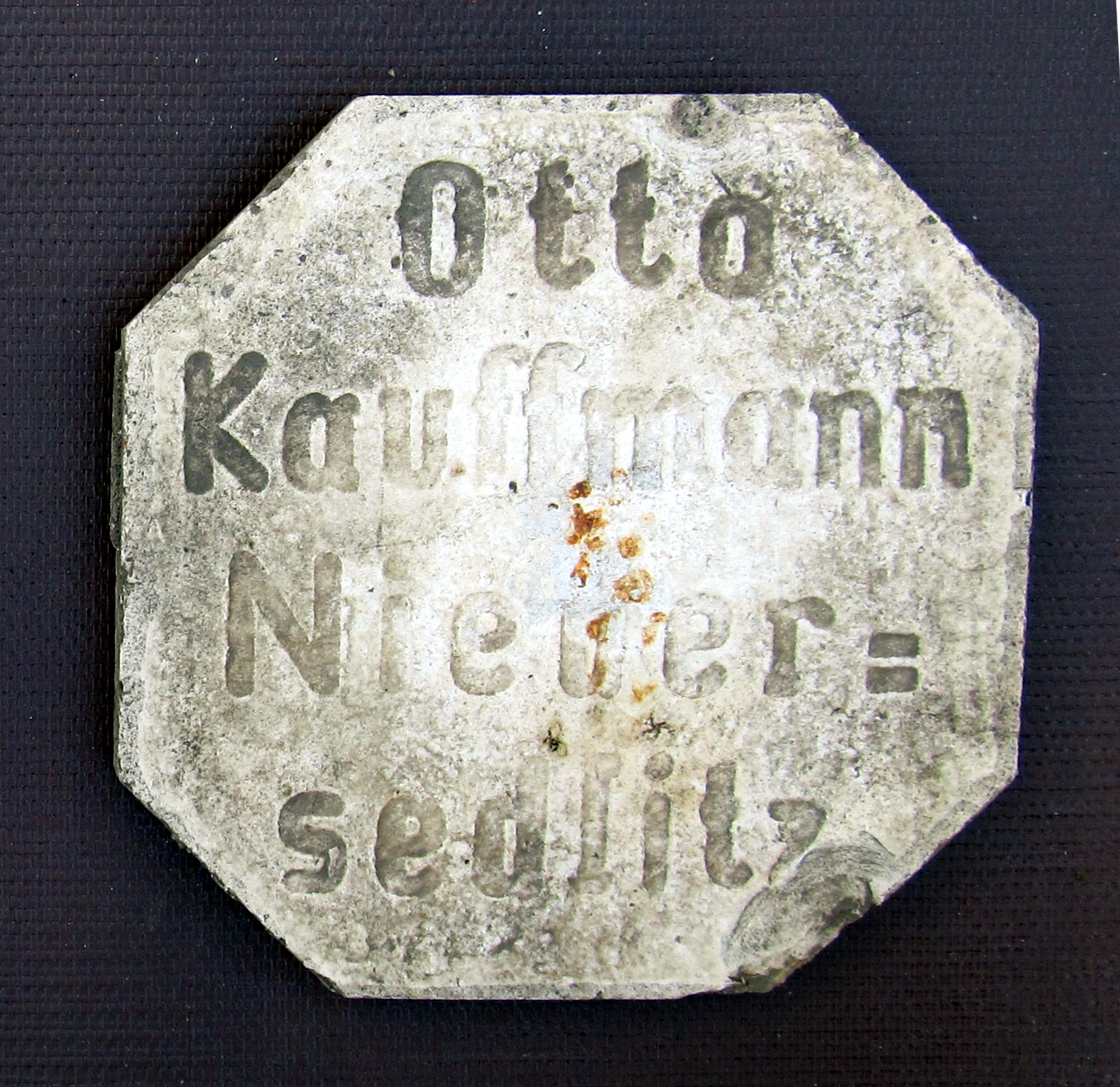
Rückseite einer Keramikfliese aus einem Bodenbelag, vor 1906

Otto Adolf Kauffmann (* 13. Januar 1875 in Niedersedlitz; † 15. Mai 1941 in Dresden) war ein deutscher Chemiker und Unternehmer.

## Leben
Otto Kauffmann entstammte einer Papiermacherfamilie. Sein Großvater war der Papierfabrikant Peter Philipp Kauffmann. Sein Vater Otto Kauffmann senior war der Gründer des Unternehmens Chemische Fabrik, Schamottewaren- und Mosaikplatten-Fabrik Otto Kauffmann in Niedersedlitz.
Nach dem Besuch der Volksschule in Niedersedlitz und des Realgymnasiums in Dresden studierte Kauffmann Chemie an der Friedrich-Wilhelms-Universität Berlin, der Technischen Hochschule (Berlin-)Charlottenburg und der Technischen Hochschule Dresden. In Berlin wurde er Mitglied des Corps Rheno-Guestphalia. 1899 promovierte er an der Universität Rostock zum Dr. phil.
Noch im gleichen Jahr trat er in die väterlichen Unternehmen ein, dessen Führung er nach dem Tod seines Vaters 1900 übernahm. Unter Otto Kauffmanns Leitung entwickelten es sich zu einem der führenden Anbieter von Schamottewaren und Mosaikplatten in Deutschland. Die Wandverkleidungen der Bahnsteigaufgänge im Bahnhof Dresden-Neustadt stammt beispielsweise von dem Unternehmen.
Kauffmann war Mitglied des Gesamtvorstands im Verband Sächsischer Industrieller und gehörte der Handelskammer Dresden an. Er war verheiratet mit Bertha Tiedemann aus New York. Das Ehepaar hatte zwei Töchter und drei Söhne.